# 茨城大学教育学部附属中学校
国立大学法人茨城大学教育学部附属中学校（こくりつだいがくほうじん いばらきだいがく きょういくがくぶ ふぞくちゅうがっこう、英称：Ibaraki University Attached Junior High School(校内ではIbaraki University FUZOKU J.H.Sという表記が一般的である)）は、茨城県水戸市文京に所在する、茨城大学教育学部に附属する中学校である。
通称は、「茨大附中」（いばだいふちゅう）または「茨大附属中」（いばだいふぞくちゅう）である。2021年に茨城県立水戸第一高等学校附属中学校が開校するまでは近隣に他大学・高等学校の附属中学校が存在しなかったため、県内の人々や校内の生徒からは「附属中」（ふぞくちゅう）と呼ばれることもある。

## 概要
国立の公立中学校で、二学期制、3学年12学級。男女共学で全校生徒数は430名（2021年度）。特筆する点は、附属学校の設立目的により茨城大学の教育実習が実施されるメイン校であり、他に県内の教員の研修や文科省の政策先行導入などが行われる。生活面では、学校給食がミルク給食で毎日弁当持参。校則は制服あり、髪型は比較的自由で男子のツーブロック、女子の長髪や編み込みなどは認められている。髪が肩につく髪型は禁止されており、その場合男女問わず髪をしばる必要がある。毎年、宿泊学習、体育祭、文化祭、合唱コンクールの学校行事、中学2年生でのブリティッシュ・ヒルズ語学研修旅行がある。部活動は野球・サッカー・バレーボール・バスケットボール・卓球・テニス・剣道・吹奏楽・パソコンの各部、同好会として水泳・陸上・合唱・弓道の各会がある。生徒の部活動、同好会への加入が任意である。通学方法に自転車通学不可でスクールバスがあり、公共のバス通学も認められている。（但し、茨城交通と連携して附属中前より水戸駅までのスクールバスが運行される場合もある）
教育
教科担任制。総合学習（グローバル市民科）では、地域や大学との連携が図られ、生徒の自主性を重んじる校風から、コロナ以前は校外へ生徒が取材へ行ったりするなどの活動が盛んであった。
歴史
1958年（昭和33年）に茨城大学教育学部の附属小学校・中学校4校（水城小中・愛宕小中）が統合される形で発足。2018年（平成30年）には統合60周年を迎える。
校章
茨城大学の学章（1949年（昭和24年）に教授の大道武男により制定）を模して1959年（昭和34年）に制定。野ばらの葉を背景にして「付中」の文字（縦書き）を置いている。
校歌
1968年（昭和43年）に制定。作詞は勝承夫（かつよしお）、作曲は中田喜直（なかだよしなお）による。歌詞は3番まであり、各番に校名の「附属中学」が登場する。

## 沿革
旧・附属水城中学校
- 1947年（昭和22年）4月1日 - 学制改革が行われる。
  - 茨城師範学校男子部附属国民学校が改組され、茨城師範学校男子部附属小学校となり、「茨城師範学校男子部附属中学校」が併設される。
- 1949年（昭和24年）
  - 5月31日 - 新制大学茨城大学の発足により、「茨城大学茨城師範学校男子部附属中学校」に改称。
  - 9月3日 - 「茨城大学茨城師範学校附属水城中学校」に改称。
- 1951年（昭和26年）4月1日 - 茨城師範学校の廃止により「茨城大学教育学部附属水城中学校」に改称。
- 1958年（昭和33年）4月1日 - 附属小・中学校の統合により廃止。校地は附属小学校が継承。

旧・附属愛宕中学校
- 1947年（昭和22年）4月1日 - 学制改革が行われる。
  - 茨城師範学校女子部附属国民学校が改組され、茨城師範学校女子部附属小学校となり、「茨城師範学校女子部附属中学校」が併設される。
- 1949年（昭和24年）
  - 5月31日 - 新制大学茨城大学の発足により、「茨城大学茨城師範学校女子部附属中学校」に改称。
  - 9月3日 - 「茨城大学茨城師範学校附属愛宕中学校」に改称。
- 1951年（昭和26年）4月1日 - 茨城師範学校の廃止により「茨城大学教育学部附属愛宕中学校」に改称。
- 1958年（昭和33年）4月1日 - 附属小・中学校の統合により廃止。校地は附属中学校が継承。

現・附属中学校
- 1958年（昭和33年）4月1日 - 附属小・中学校の統合により、「茨城大学教育学部附属中学校」として旧・愛宕校地（現在地）に発足。
- 1959年（昭和34年）4月1日 - 校章を制定。
- 1961年（昭和36年）4月 - 体育館兼講堂が完成。
- 1963年（昭和38年）8月 - 校舎改築のため本館が撤去される。新校舎完成までの間、旧国立病院跡を仮校舎とする。
- 1964年（昭和39年）から1961年（昭和41年）までの間 - 鉄筋コンクリート造の新校舎が完成。
- 1966年（昭和41年）1月 - 特殊学級を開設。
- 1968年（昭和43年）3月15日 -　校歌を制定。
- 1969年（昭和44年）
  - 6月 - 完全給食を開始。
  - 11月 - プールが完成。
- 1977年（昭和52年）4月1日 - 茨城大学教育学部附属養護学校の開校により特殊学級を移行。
- 1978年（昭和53年）1月2日 - 同窓会が発足。
- 1985年（昭和60年）- 校舎の大規模改修を完了。
- 1990年（平成2年）4月 - 男子の制服を改定。
- 1991年（平成3年）
  - 3月 - コンピュータルームが完成。
  - 4月 - 女子の制服を改定。
- 1994年（平成6年）- 新体育館が完成。その後旧体育館の跡地にはテニスコートが整備される。
- 2004年（平成16年）4月1日 - 茨城大学が国立大学法人となり、正式名称が「国立大学法人茨城大学教育学部附属中学校」となる。校長に山根爽一が就任。
- 2013年（平成25年）7月 - 旧6号館を改修の上、ものづくり棟が完成。
- 2020年（令和2年）本館大規模改修を開始。（老朽化によるもの）
- 2021年（令和3年）第一次本館大規模改修工事完了。
- 2021年（令和3年）第二次本館大規模改修工事開始。
- 2022年（令和4年）GIGAスクール構想に基づくタブレット端末（iPad）導入
- 2022年（令和4年）第二次本館大規模改修工事完了。

## 校舎
本館は3階立てとなっている。ものづくり棟には技術や美術の特別教室がある。体育館は2階建ての構造となっている。なお、2020年より始まった本館大規模改修の際、GIGAスクール構想に対応するための工事（無線インターネット環境やプロジェクター装置等の構築）もすべての校舎で同時に行われた。
なお本館の天体観測ドームと増築によってできた4階は2022年の改修工事で取り壊された。

## 校風
茨城大学教育学部附属中学校は、「より高い価値をめざす生徒、たくましく実践する生徒、ともに向上する生徒」を目指す生徒像に掲げている。また、生徒の自主性を重んじ、主要な学校行事は、生徒たちの手によって運営されるようになっており、「自主の名門」を自称している。登下校はバスを利用する生徒が非常に多い。

## 行事
7月に登山を中心とした宿泊学習、5月・9月などに附中スポーツフェスティバル（体育祭）、10月にいばら祭（文化祭）、11月に駿優教育会館にて合唱コンクールが行われるなど、行事がさかんである。いずれも運営委員会を中心に生徒自身がつくりあげていくという点が大きな特長である。

## 入試
定員は茨城大学教育学部附属小学校から内部進学する者（約100名）と外部の小学校より入試を経て入学する者の計144名である。但し、男女は同数。

## 進路
茨城県立水戸第一高等学校への進学者数が近隣の中学校に比べ多い。
平成28年度入試での合格者数は52名、平成29年度入試での合格者数は60名である。また、開成高等学校、筑波大学附属高等学校、慶應義塾女子高等学校などの首都圏難関高校への進学者も毎年数名いる。
なお、系列附属高校はなく、茨城大学への進学の特典もない。

## 著名な出身者
- 深作欣二（映画監督）
- 八剱洋一郎（SAPジャパン代表取締役社長）
- 坂口博信 （ゲームクリエイター）
- 梅宮辰夫 （俳優）
- 立花隆 （ジャーナリスト）
- 徳大寺有恒 （自動車評論家）
- 山口那津男 （参議院議員、公明党代表）[3]
- 中村喜四郎（衆議院議員）[4]
- 福島伸享 （衆議院議員）[5]
- 藤田幸久 （参議院議員）[5]
- 藤田昌宏（経済産業官僚）[3]
- 三塚優子 （プロゴルファー）
- 平松悠歩 （ピアニスト）
- 和田浩治 （俳優）
- 大井川和彦　(茨城県知事)[3]
- 加藤万里奈（口笛奏者）
- 石崎ひゅーい (シンガーソングライター)
- 野口ちひろ（東日本放送アナウンサー）

## 関連事項
- 茨城大学
- 茨城大学教育学部附属小学校
- 茨城大学教育学部附属幼稚園
- 茨城大学教育学部附属特別支援学校